# Муади, Джабер
Шейх Джабер Муади (араб. جبر داهش معدي‎; ивр. ג'בר מועדי‎;
1 апреля 1919, Ярка, Палестина — 20 июня 2009, Ярка, Израиль) — израильский общественный и политический деятель, депутат кнессета 2-го, 3-го, 5-го, 6-го, 7-го, 8-го и 9-го созывов. Член правительства Израиля в 1971—1977 годах.

## Биография
Родился 1 апреля 1919 года в деревне Ярка, Османская империя, в друзской семье.
В 1951 году избран депутатом кнессета 2-го созыва от партии «Демократический список израильских арабов», В 1956 году получил мандат депутата кнессета 3-го созыва после отставки депутата Сэйфа аль-Дина аль-Зоаби. Переизбирался в кнессет 5-го и 6-го созывов от партии «Шитуф ве-Ахва», затем перешел в партию «Сотрудничество и развитие», вернулся в партию «Шитуф ве-Ахва», а ближе к концу каденции образовал «Фракцию израильских друзов».
В кнессет 7-го и 8-го созывов избирался от партии «Прогресс и развитие», затем перешел в «Маарах», вернулся в «Прогресс и развитие» и в конце каденции вошел в Объединенный арабский список.
В 1971—1975 годах был заместителем министра связи (15-е, 16-е, 17-е правительства), а в 1975—1977 годах был заместителем министра сельского хозяйства (17-е правительство). После окончания Шестидневной войны в 1967 году призывал создать независимое друзское государство на Голанских высотах.
В 1979 году перед выборами в кнессет 9-го созыва три арабских депутата кнессета (Сэйф Э-Дин Э-Зооби, Абу-Равия и Моади) договорились, что в случае если Объединенный арабский список получит одно место в новом составе кнессета, то три политика поочередно сменят друг друга в парламенте. В период 1979—1982 года стороны нарушали условия соглашения и Джабер Моади не стал депутатом кнессета. Но 12 января 1982 года сыновья Муади Дахаш, Сеиф и Хаиль напали на депутата кнессета Хамада Абу-Равия и расстреляли его. Несмотря на это мандат депутата кнессета перешел к Муади.
Сыновья Муади были признаны виновными и осуждены. Дахаш Муади подал апелляцию и был освобождён в 1984 году, а Сеиф и Хаиль в 1991 были освобождены решением президента Израиля Хаима Герцога.
Умер 20 июня 2009 года.